# Bioadheziv
Bioadhezivi so naravno prisotni polimerni materiali, ki delujejo kot lepila (adhezivi). V splošnem so sestavljeni iz beljakovin in ogljikovih hidratov, vendar so lahko prisotne druge snovi. Zaradi biokompatibilnosti so predmet raziskav za komercialno uporabo, npr. pri biomedicinskem inženiringu. Vrsta bioadhezije, kjer je sluz (mukus) prilepljena na sluznici, npr. v nosni votlini in v prebavnem traktu, se imenuje mukoadhezija.

## Vedenjska ekologija
Organizmi izločajo bioadhezive za pritrjanje na podlago oz. kolonizacijo površin (bakterije, alge, glive, školjke in raki vitičnjaki, klopi), izgradnjo določenih struktur ali prepreko (žuželke in njihovi stadiji razvoja, tj. bube in ličinke, ter nekatere ribe, kot je navadni zet, in nekateri mnogoščetinci), ter plenjenje (pajki in krempljičarji) in obrambo (brizgači in žabe rodu Notaden). Nekateri bioadhezivi so zelo močni, kot npr. pri odraslih vitičnjakih, kjer znaša adhezija na trdo površino okoli 9,3 x 105 N/m2.

## Vrste adhezij

### Začasna adhezija
Hidrogeli, ki jih organizmi izdelujejo za začasno adhezijo, so sestavljeni iz različnih biopolimerov, kot so proteini, ogljikovi hidrati, glikoproteini in glikozaminoglikani (GAG), in delujejo na osnovi šibkih medmolekularnih silah in zvijanja struktur polimerov. Organizmi, kot so pravi morski polži (Patellogastropoda) in morske zvezde, uporabljajo kot pomožno snov za premikanje in pritrjanje na površine, ugodne za kolonizacijo (opazno pri mladih organizmih). Slabo lepljivi in elastični bioadhezivi, ki so občutljivi na pritisk, so primerni bolj za obrambo (npr. pri brizgačih) in plenjenje (npr. pri pajkih).

### Trajna adhezija
Veliko trajnih adhezivov vključuje trdno vezavo preko kovalentnih vezi. Tako nekatere alge in morski nevretenčarji izdelujejo polifenolne proteine, ki vsebujejo molekule L-3,4-dihidroksi-fenolalanina (L-DOPA), podobne molekule pa so prisotne tudi pri proteinskem ovoju na jajčecah bogomolk (ooteka). L-DOPA deluje med drugim kot kelator kovinskih ionov, pri čemer so pomembni predvsem železovi ioni: tako je kompleks Fe(L-DOPA3) pri nekaterih rakih že zadosten za trdno vezavo, vendar pa v splošnem železovi ioni katalizirajo oksidacijo L-DOPA, pri čemer nastanejo reaktivni kinonski prosti radikali, ki tvorijo kovalentne vezi.

## Komercialna uporaba
Trenutno se bioadhezive uporablja v različne namene, kot so lesni adhezivi, osnovani na bakterijskih eksopolisaharidih, adhezivni proteini iz školjk, ki se uporabljajo pri eksperimentih za pritrjanje celic ali tkiv na plastične površine, kirurško lepilo za ortopedske namene ali kot hemostatik (sredstvo za zaustavljanje krvavitev) ter za boljšo absorpcijo zdravil pri manjših odmerkih.